# قضاء وادي عربة
قضاء وادي عربة هو تقسم إداري يتبع لواء قصبة العقبة. أستحدث قضاء وادي عربة كوحدة إدارية أولا عام 1975 كمديرية ناحية مركزها قرية غرندل، وفي عام 1996 تم ترفيع القضاء إلى مديرية قضاء ومركزه بلدة الريشة.
يشمل القضاء على القرى التالية :( الريشة ،القريقرة ، رحمه ، بئر مذكور، قطر، فينان، غرندل ، المقرح ، طابا ).